# Неименуемое (рассказ)
«Неименуемое» (англ. The Unnamable) — рассказ американского писателя Говарда Филлипса Лавкрафта, написанный в сентябре 1923 года. Издан в июле 1925 в издании «Weird Tales», попал в собрание «За стеной сна». Исправления появились в собрании «Дагон и другие жуткие рассказы» (1986). Рассказчик повествует о живой легенде Аркхэма, что скрывается в городских развалинах, через которые в наш мир проникает кошмарная сущность.

## Сюжет
Вечером на заброшенном кладбище в Аркхем писатель Картер рассказывает другу Джоэлу Мантону о неописуемой сущности, что вне восприятия наших органов чувств. По легендам, мертвецы могут передать свой видимый образ и появляться в отдаленных местах, через века; стекла отражают лица умерших; дома населяют неведомые существа; кладбища кишат бесплотными чудовищами. Мэнтон не верит и спорит, что это выдумка конгрегационалистов или Артура Конан Дойля.
Картер изучал Массачусетские летописи пуританской эпохи, когда в умах людей жила угроза ведьм и колдовства. Коттон Мэзер в книге «Христианское величие Америки» описал существо, обитающее на чердаке заброшенного дома, где жил один старик. В 1793 году юноша вошел в этот проклятый старый дом (англ. Accursed old house) и сошел с ума. Старик позже установил на этом кладбище плиту без надписи. Мазер считал, что это существо породило на свет гибрида человека и зверя — существо с дурным глазом (англ. The thing with the blemished eye). Существо видели в лесу и на лугах, даже предок Картера описывал его в своем дневнике в 1706 году. Существо с порочным глазом, оставляет на груди следы рогов и обезьяноподобных когтей; и отпечатки копыт.
Люди обходили стороной заброшенный дом. Однажды старик перед рассветом кричал на ужасное существо, которое вприпрыжку бежало прочь от Медоу-Хилл (англ. Meadow Hill). Старик умер в 1710 году и его похоронили в склепе у дома, рядом с плитой без надписи. В ту ночь оттуда звучали голоса, но никто из горожан не стал проверять дом, на дверь которого они повесили замок. На утро в доме священника обнаружили прихожан разодранными на части. С годами легенды видоизменились, они стали описывать призрака, полагая что существо умерло, другие описывали нематериальных монстров, существ гигантских звериных форм (англ. Gigantic bestial forms). Картер полагает, что это призрак злого зверя, который был сформирован мертвым мозгом и воплощен в некий гибридный кошмар.

Картер побывал в заброшенном доме и нашел на чердаке кости, и череп с рогами, которые он свалил в могилу за домом. Мэнтон произносит фразу: «Вы увидите его перед тем как станет темно» и говорит, что в таком случае хотел бы сам увидеть этот дом. Картер признается, что дом весь вечер был прямо перед ними. Мэнтон издает крик, но самым ужасным стало то, что на него последовал ответ!       
Подул ядовитый порыв холодного ветра из окна на чердаке и раздался вой из могилы, где покоился человек и монстр. Меня свалил со скамьи удар дьявольского молота (англ. Devilish threshing) невидимого гиганта неопределенной природы; он разбил плененную корнями могилу на зловещем погосте, откуда вырвался сдавленный шум удушья и такое жужжание, что моя фантазия населила окружающий беспросветный мрак Мильтоновскими легионами изуродованных проклятых. Появился водоворот увядания (англ. Vortex of withering), ледяной ветер и звук падающей штукатурки, и кирпичей. Прежде чем понять, что произошло, я милостью Божией лишился чувств.
Картер и Мэнтон просыпаются в больнице Св. Марии (англ. St. Mary’s Hospital). Их обнаружил фермер на пустыре Медоу-Хилл, в миле от кладбища, где некогда находилась старинная бойня. Они получили шрамы от рогов и синяки в виде копыт. Картер думает, что это было рогатое существо, но Мэнтон описывает нечто иное:
«Нет — это было нечто совсем другое. Оно было повсюду… какое-то желе… слизь… И в то же время оно имело очертания, тысячи очертаний, которые далеки от всех описаний. Там были глаза и в них порча! Это была какая-то бездна…пучина... воплощение высшей мерзости! Картер, это было Неименуемое!»

## Персонажи
- Картер

Картер (англ. Carter) — писатель жанра странной фантастики, житель Аркхема. Обычно это имя отождествляют с Рэндольфом Картером, популярным героем в произведениях Лавкрафта. Случай в «Неименнуемое» упоминается также в «Серебряный ключ», где описано, что «Картер вернулся в Аркхем... и побывал в темноте, среди седых ив, что вдохновило его сделать некие записи в дневнике». Однако, Картер из «Неименуемое» не верит в сверхъестественное, что противоречит его описанию из рассказа «Показания Рэндольфа Картера». Частично образ Картера является отражением самого Лавкрафта, а персонаж нарочно сочетает в себе изящные неточности, чтобы подстроиться под данное произведение.
- Джоэл Мэнтон

Джоэл Мэнтон (англ. Joel Manton) — персонаж основан на близком друге Лавкрафта Морисе В. Мо. Мэнтон является директором «Восточной средней школы», в то время как Морис В. Мо преподавал в западной школе Милуоки; Мо, как и Мэнтон, верующий, в отличие от скептицизма Картера (или Лавкрафта).

### Второстепенные персонажи
- Коттон Мазер (англ. Cotton Mather) — деятель церкви, автор книг «Христианское величие Америки» и «Чудеса невидимого мира».
- Неименуемое (англ. Unnamable) — Лавкрафт не раскрывает туманную природу и истоки самого Неименуемого, намекнув лишь, что оно связано с дурным глазом и родилось или появилось на свет в конце 17— начале 18 века. Оно проникает в наш мир с чердака заброшенного дома. Коттон Мазер указывает на фигуру зверя и дурной глаз. В Древнеегипетской мифологии говорится, что есть существа, чья природа неописуема.
- Существо с дурным глазом (англ. The thing with the blemished eye) — гибрид человека и зверя, который породил на свет адский зверь. Возможно, это призрак человека восставший из мертвых, у него есть рога и копыта, а также когти, как у обезьяны. Обезьяноподобные существа описаны в рассказах «Артур Джермин», «Затаившийся Страх» и «Крысы в стенах». Возможно, это существо фамильяр или ребенок старика, которого постигло проклятье.

## Вдохновение
Критику в самом рассказе можно сопоставить с работами Лавкрафта в литературе до этого момента: 
«Его постоянные разговоры о «невообразимых» и «не упоминаемых» вещах являются очень ребяческим приемом, вполне соответствующий низкому положению, как автора. Лавкрафт слишком любил заканчивать свои истории зрелищами, что шокируют его героев и не оставляют им мужества для слов, чтобы рассказать, что они испытывают».  
Лавкрафт упоминает вымышленный рассказ «Чердачное окно» и журнал «Шепоты» — что напоминает название рассказов «Окно в мансарде» и «Тень в мансарде», а также журнал «Weird Tales».
Мэнтон произносит фразу, сразу перед появлением существа — этот прием встречается в рассказах: «Белый корабль», «Ужас Данвича», «Ужас в Ред Хуке» и «Очень старый народ».

## Культы и ритуалы
В рассказе речь идет о живой городской легенде Аркхема: Когда старик умер, то горожане повесили замок на чердачную дверь и, похоже, что заперли его там живьем. Старик был некромантом и призвал нежить с рогами, когтями и копытами, невидимое обезьяноподобное существо, которое преследует людей как призрак или проклятье. О существе с рогами писал Коттон Мазер и предок Картера. После появляется невидимый гигант, который ударил молотом Картера, — он, буквально, похож на название трактата «Молот ведьм». В фольклоре описывается то, как ведьмы и колдуны могли становиться невидимыми при помощи особой мази. Существо с «дурным глазом» и «адский зверь» — черты Дьявола или нечистой силы. В финале появляется совершенно аномальное существо.
Картер говорит про призрачные материи на Земле и что образ мертвеца может появится в отдаленных местах — это намек на Страну снов.

## «Страна Лавкрафта»
Выбор места вдохновлен историческим районом с захоронением в Салеме, штат Массачусетс. Проклятый старый дом — популярное место действий в готической литературе, более современный аналог замка. Аркхем описан как старинный городок с остроконечными крышами, который является прибежищем для ведьм и приведений. В этом рассказе упоминаются старинный район Аркхема, чье окружение отличается от современного района, где расположен Мискантоникский университет (из рассказа «Герберт Уэст — реаниматор»). На заброшенном кладбище никого не хоронят уже сто лет, а огромные ивы оплетают полуразрушенные сланцевые плиты и уходят корнями в почтенную черную землю. Лавкрафт описывает ивы похожим образом в рассказе «Затаившийся страх». Позади кладбища зияет кавернозная трещина в древней кирпичной кладке поросшей корнями, а рядом на освещенной улицей возвышается единственное полуразрушенное здание 17 века. Небольшие ромбовидные окна с решетками вышли из моды еще до 1700 года.

## Связь с другими произведениями
В рассказе «Пёс» герои крадут амулет, после чего их преследует невидимая тварь. Абдул Альхазреда был убит невидимой тварью. Лавкрафт впервые использует слово «неименуемое» и описывает воскрешение некроманта, а также гигантскую невидимую тварь.
Фраза «То, чему нет названия и что называть нельзя» — похожа на аналогичную в рассказе «Пёс».
В рассказе «Показания Рэндольфа Картера» появляется Потусторонняя сущность умершего, которая овладевает телом другого человека.
В рассказе «Из глубин мироздания» Существа описаны извне, которых не могут воспринимать наши пять органов чувств.

## Экранизации
- Неименуемое (фильм)
- Неименуемое 2 (фильм)
- Более близкая адаптация - короткометражный фильм «Тень Неименуемого» 2011 года, режиссер Саша Реннингер.